# Olimpia agli amici
Olimpia agli amici è un film drammatico italiano del 1970 diretto da Adriano Aprà.

## Trama
Pisa, 1942. Marcella, figlia di Olimpia, è affetta da meningismo. Il marito Pierluigi e il fratello Daniele tentano di alleviare il dolore di Olimpia dall'imminente perdita della bambina.

## Distribuzione
Il film è stato presentato il 24 settembre 1970 in concorso al Festival di Locarno.